# GustoMSC
GustoMSC is een scheepsbouwkundig ingenieursbureau gespecialiseerd in de offshore. Het is sinds 2018 in handen van National Oilwell Varco (NOV). Het werd in 2011 gevormd door de fusie van Gusto Engineering en Marine Structure Consultants (MSC).

## Marine Structure Consultants
Marine Structure Consultants werd gevormd door een groep ontwerpers en ingenieurs die in 1977 vertrokken bij Gusto. Het bedrijf richtte zich aanvankelijk op vijzelinstallaties voor hefplatforms (jackups). De Dirk was het eerste platform dat hiermee werd uitgerust, waarna nog zo'n dertig platforms met dit systeem volgden. In 1981 werd de eerste jackup naar eigen ontwerp opgeleverd, de Dyvi Epsilon. Dit was de CJ-serie van het cantilever-type. Van deze serie werden er zo'n 65 gebouwd. In 1987 werd het eerste halfafzinkbare platform van MSC opgeleverd, de Semi 1, een jaar later gevolgd door de Semi 2. In samenwerking met Keppel werd daarna de veel grotere DSS-serie ontwikkeld.

## Gusto Engineering
In 1978 sloot Werf Gusto en ging de ontwerpafdeling verder als Gusto Engineering als onderdeel van de RSV-groep. In 1981 kwamen daar met IHC Holland en IHC Inter NV twee aandeelhouders bij die samen (IHC Holland ⅓ en IHC Inter NV ⅔) het geheel in handen kregen toen RSV in 1983 failliet ging. In 1984 veranderde de verhoudingen weer door de fusie van IHC Inter met IHC Caland. In 1989 werd het 100% eigendom van IHC Caland. In 1983 werkten er 120 personen, in 1990 nog 90. Gusto ontwierp onder meer de halfafzinkbare kraanschepen Balder en Hermod die in 1978 werden opgeleverd, de jackups Kolskaya en Sakhalinskaya die in 1985 werden opgeleverd, de Micoperi 7000 in 1987 en de Svanen in 1991. Ook werden er nog drie boorschepen gebouwd door Rauma-Repola van de nog door Werf Gusto ontworpen Pélican-klasse. De Gusto 10000 was een nieuw ontwerp voor boorschepen, waar ook de pijpenlegger CSO Deep Blue naar werd gebouwd.

## GustoMSC
In 1988 had IHC Caland zowel Gusto Engineering als MSC in handen, maar deze bleven apart. In 2002  gingen beide bedrijven een alliantie aan als GustoMSC. Deze nam Ocean Design Associates Group (ODA) in Houston over.
In 2011 werden beide bedrijven formeel samengevoegd. In 2012 verkocht SBM Offshore, opvolger van IHC Caland, het bedrijf aan investeringsmaatschappij Parcom. Deze deed het in 2018 over aan National Oilwell Varco.
In deze periode volgden ontwerpen voor semi's als de TDS-serie en de Ocean-serie, voor jackups met de NG-serie.

## Ontwerpen
| Ontwerp       | Type             |
| ------------- | ---------------- |
| Sea           | Jackup           |
| CJ            | Jackup           |
| NG            | Jackup           |
| Pélican       | Boorschip        |
| Balder        | Kraanschip       |
| Hermod        | Kraanschip       |
| Micoperi 7000 | Kraanschip       |
| Transshelf    | Zwareladingschip |
| Semi 1        | Semi             |
| Semi 2        | Semi             |
| Svanen        | Drijvende kraan  |
| SFXpress 2000 | Semi             |
| Lan Jiang     | Kraanschip       |
| DSS           | Semi             |
| Gusto 10000   | Boorschip        |
| TDS           | Semi             |
| Ocean         | Semi             |
| Constructor   | Kraanschip       |